# Hybognathus argyritis
Hybognathus argyritis — це вид риб роду Hybognathus з родини ялецевих. Інша назва — Східний срібний гольян. Поселяється на дні річок, харчується річковими рослинами. Поширений в центральних штатах США та на півдні Канади (Альберта). Максимальна довжина — 12 см.